# Viridasius fasciatus
Genre
Espèce
Synonymes
- Phoneutria fasciata Lenz, 1886
- Viridasius pulchripes Simon, 1889

Viridasius fasciatus, unique représentant du genre Viridasius, est une espèce d'araignées aranéomorphes de la famille des Viridasiidae.

## Distribution
Cette espèce est endémique de Madagascar.

## Description
Le mâle holotype mesure 21 mm.

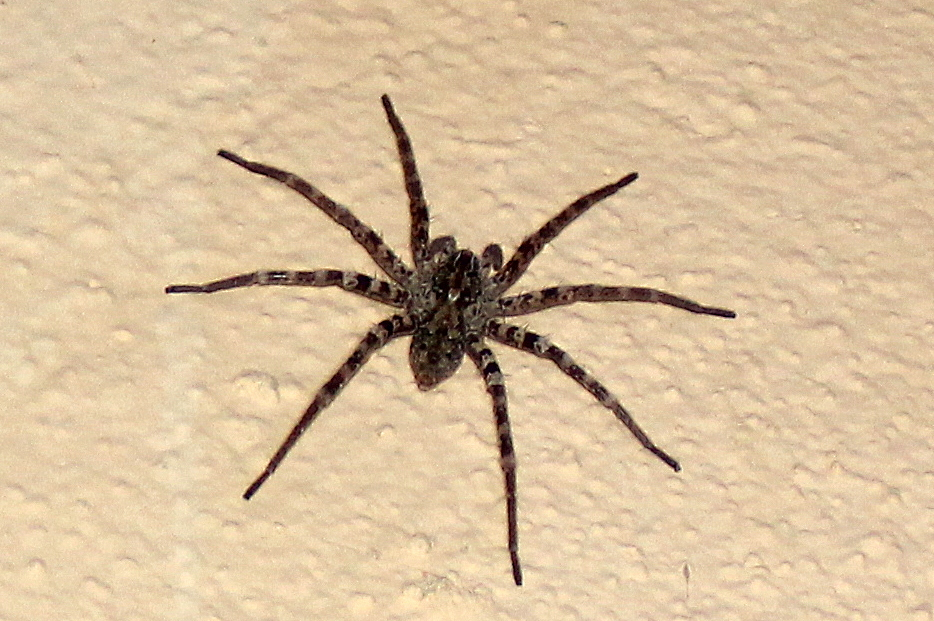
Viridasius fasciatus

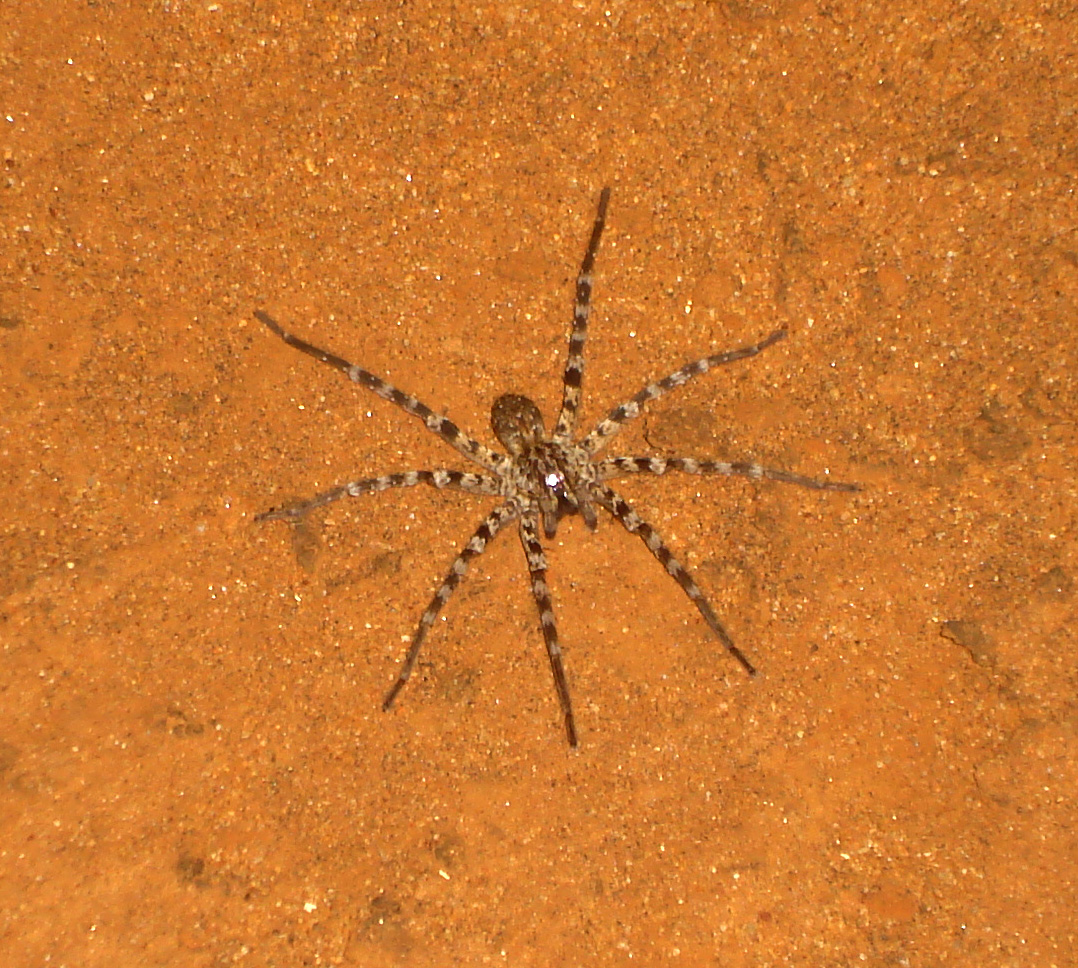
Viridasius fasciatus

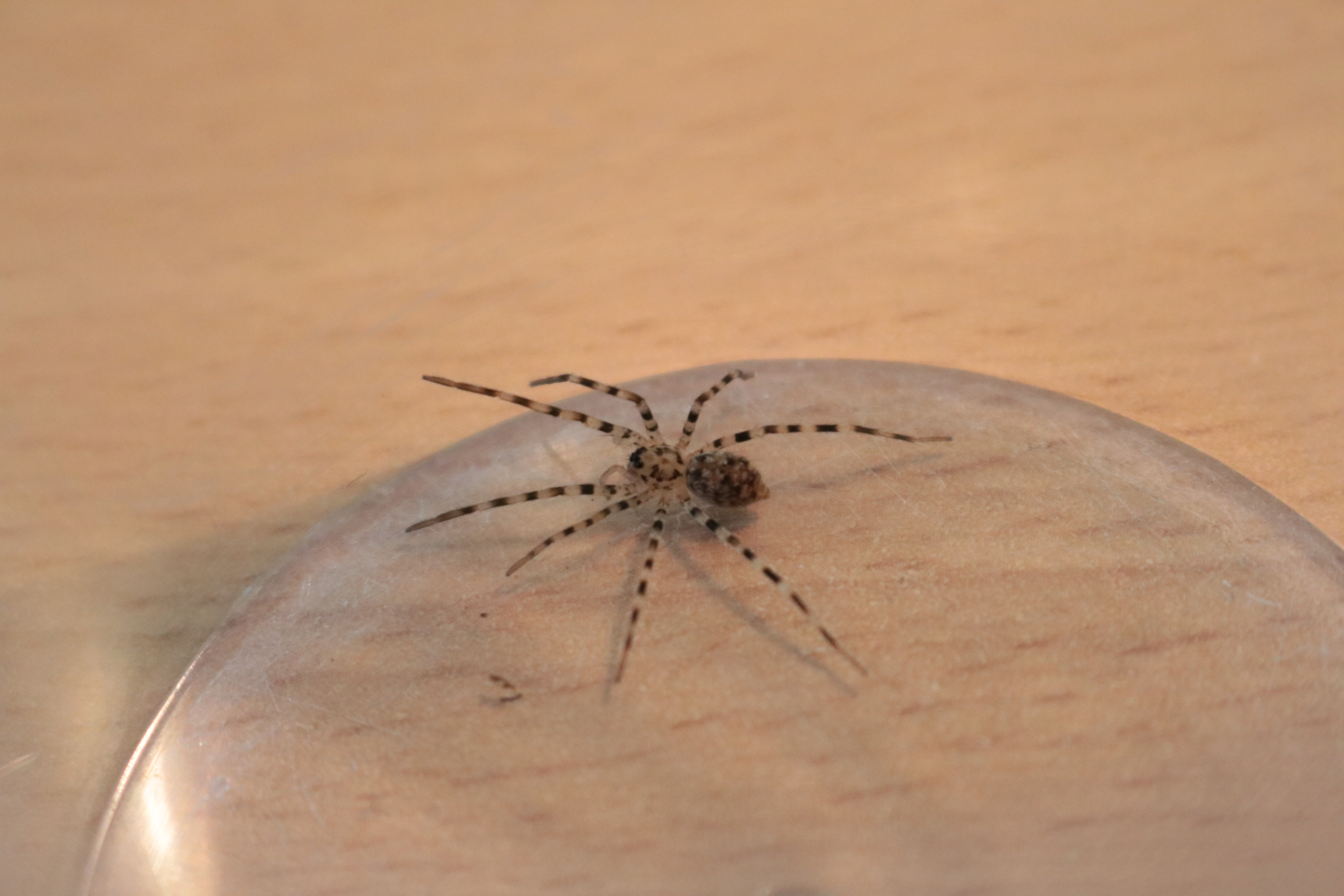
Viridasius fasciatus

La femelle décrite par Simon en 1889 mesure 25 mm.

## Systématique et taxinomie
Cette espèce a été décrite sous le protonyme Phoneutria fasciata par Lenz en 1886. Elle est placée dans le genre Vulsor par Simon en 1897 puis dans le genre Viridasius par Lehtinen en 1967.
Viridasius pulchripes a été placée en synonymie par Lehtinen en 1967.
Ce genre a été décrit par Simon en 1889 dans les Drassidae. Il est placé en synonymie avec Vulsor par Simon en 1897. Il est relevé de synonymie par Lehtinen en 1967. Il est placé dans les Viridasiidae par Polotow, Carmichael et Griswold  en 2015.

## Publications originales
- Lenz, 1886 : « Beiträge zur Kenntniss der Spinnenfauna Madagascars. » Zoologische Jahrbücher (Systematik), vol. 1, p. 379-408 (texte intégral).
- Simon, 1889 : « Études arachnologiques. 21e Mémoire. XXXI. Descriptions d'espèces et de genres nouveaux de Madagascar et de Mayotte. » Annales de la Société Entomologique de France, sér. 6, vol. 8, p. 223-236 (texte intégral).